# Демостен
Демостен (грч. Δημοσθένης, Dēmosthénēs, 384 — 322. п. н. е) био је највећи говорник античке Грчке и истакнути атински државник. Његови говори одликују се високом књижевно-уметничком вредношћу и истовремено пружају темељит увид у политичка и културна збивања у античкој Грчкој током IV века п. н. е.

## Биографија
Демостен је говорничку вештину научио проучавајући говоре својих великих претходника. Прве судске говоре изрекао је када је имао двадесет година када је успешно добио судски поступак против својих старатеља који су проневерили његово наследство. Једно време Демостен је зарађивао за живот као професионални писац говора за друге — логограф, те се и сам бавио правом.
Управо за време рада као логограф, Демостен је показао интерес за политику, а 354. п. н. е. изговорио је своје прве политичке говоре. Највећи део свог плодног радног века уложио је противећи се експанзији античке Македоније. Свој град, Атину, веома је волео и идеализовао и цели се живот борио да она поново буде надмоћна над осталим градовима. Истовремено је инсистирао код својих суграђана да се одупру Филипу II Македонском. Могућност за остварење тих циљева видео је у очувању слободе Атине и склапању савеза са другим градовима против Македоније. Ипак, није успио предупредити Филипове планове, ширење његовог утицаја на југ и освајање грчких полиса.
Након Филипове смрти, Демостен је одиграо водећу улогу и у атинском устанку против новог македонског краља, Александра Великог, Филиповог сина. Ипак, његови напори нису успели и устанак је провоцирао жестоку реакцију Македонаца. Како би спречио сличне проблеме, Антипатер, Александров генерал, послао је потеру за Демостеном. Демостен није дозволио да га ухвате одузевши себи живот.

## О Демостену
Аристофан из Византије (око 257-185. године п. н. е, грчки учењак, критичар и граматичар) и његов ученик, Аристарх са Самотраке (око 220–143. године п. н. е, сматра се за најутицајнијег познаваоца Хомерових дјела, био је библиотекар у Александрији) уврстили су Демостена међу десет највећих атичких говорника и логографа. Лонгинус (грчки учитељ реторике или књижевни критичар) за Демостена је рекао да је усавршио све карактеристике одличног говора. А Цицерон га је сматрао савршеним говорником коме ништа не недостаје.

## Радови
Демостен је вероватно сам записао и ставио на располагање већи део својих говора. Након његове смрти, текстови његових говора сачувани су на барем два места; у Атини и александријској библиотеци (око половине III века п. н. е.). Тада је Калимах (Καλλίμαχος, око 305-240. године п. н. е, запажени пјесник, критичар и учењак) био задужен за израду каталога свих списа у александријској библиотеци. Демостенови говори су уврштени у корпус дјела класичне грчке књижевности и они су остали сачувана, каталогизовани и проучавани касније, у доба хеленизма. Од тада па до IV века н. е. направљене су бројне копије Демостенових говора, а посебно јер је Демостен сматран за најважнијег аутора — говорника и јер је сваки озбиљан студент који је желио постати добар говорник морао имати приступ Демостеновим радовима.
Стручњаци су избројали 258 византијских рукописа Демостенових говора и 21 извод. Савремена издања његових говора углавном садрже четири главна стара рукописа (преписа):
- 416, (означено Ф), из X века, укључујући и 61 говор који су преживели до данашњег времена.
- 485 (A), око X или XI века, са 44 говора. Недостају 12, 45, 46, 52, 60 и 61[3]
- , такође X или XI век, са 29 говора (1-24, 26, 59-61)[3]
- 2934 (S), X или XI век, сматра се за најпоузданије.[4] Недостаје спис 12 (Филипово писмо) али садржи 60 говора.

### Ауторство
Ауторство над барем девет од 61 говора је спорно. Истраживач Фридрих Блас сматра спорним ауторство над говорима: IV Филипике, Погребни говор, Еротски есеј, Против Стефануса II и Против Евергуса и Мнесибулуса. Арнолд Шефер сматра да је Демостенових само 29, па спорним сматра, између осталих, и Одговор Филипу, Против Леохареса, Против Стефануса I и Против Еубилида.

### Пролози
Преостало је педесет и пет пасуса под заједничким називом прооимиа (или prooimia dēmēgorika). То су били уводи у Демостенове говоре које је Калимах сакупио за александријску библиотеку, а сачувани су у неколико рукописа који садрже Демостенове говоре. Дужина им варира, али су сви дуги око једне странице текста или краћи. Већина пролога нису у вези са другим Демостеновим говорима (само је пет блиско почецима пет Демостенових скупштинских говора) али ипак, познато је тек седамнаест Демостенових јавних говора. Такође им је и тема различита и не чини се да постоји некакав редослед. Пролози дају увид у однос Атињана према њиховој демократији и реакције, па чак и очекивања присутних у скупштини.
Калимах је био увјерен да их је саставио Демостен као и још пар античких аутора а савремени учењаци су подијељени; неки то оповргавају а други потврђују.

### Писма
Шест писама носи Демостенов потпис али је њихово ауторство предмет жучних дебата. Голдстин сматра Демостенова писма аутентичним апологетским писмима која су била упућена атинској скупштини и тврди да било да су „писма била написана као пропаганда или реторичка фикција, намјера аутора била је одбрана Демостенове каријере, симулирана самоодбрана“. Претпоставља се да је Демостен прва четири писма написао током егзила 323. године п. н. е, пето у време младости, а шесто током ламијског рата.